# Tambour battant (film, 2019)
Pour les articles homonymes, voir Tambour battant (film).
Pour plus de détails, voir Fiche technique et Distribution.
Tambour battant est une comédie suisse réalisée par François-Christophe Marzal, sortie en 2019. Le film dépeint une rivalité entre fanfares dans le Valais du début des années 1970, sur fond de lutte pour le droit de vote des femmes et de xénophobie attisée par l'initiative Schwarzenbach. 

## Synopsis
1970, dans le petit village valaisan de Monchoux (village fictif) : Aloys dirige depuis 12 ans la fanfare du village, et rêve de la voir sélectionnée pour la fête fédérale. Mais une partie des membres de la fanfare remet en cause ses compétences et décide d'engager un professionnel pour diriger une nouvelle fanfare. Pierre, le fils de Robert, l'ancien médecin du village, revient donc à Monchoux et crée une fanfare concurrente, comprenant dans ses rangs des femmes et des ouvriers agricoles italiens, à la grande fureur d'Aloys.  
Par-dessus le marché, sa femme Marie-Thérèse et sa fille Colinette n'acceptent plus de rester à la place subordonnée traditionnellement assignée aux femmes, et Marie-Thérèse commence à militer en faveur du droit de vote des femmes.  
Aloys recourt à tous les moyens pour tenter de torpiller la fanfare "socialiste" de Pierre. Avec d'autres propriétaires terriens, il fait pression sur les ouvriers agricoles italiens pour qu'ils quittent la fanfare de Pierre. Ils obtient que certains commerçants refusent de servir les clients soutenant la nouvelle fanfare. Il dénonce également Pierre à la police pour possession de haschich. Les vestes flambant neuves de la fanfare d'Aloys sont par ailleurs mystérieusement dérobées, puis finalement retrouvées sur des épouvantails, détériorées par des inscriptions à la peinture.   
Le 12 avril 1970, jour de la votation qui accorde le droit de vote cantonal aux femmes valaisannes, les deux fanfares défilent dans les rues du village, et leur rencontre donne lieu à une violente bagarre.    
Marie-Thérèse élabore alors un stratagème pour enfermer Aloys et Pierre dans la cave à vins d'Aloys, pour les forcer à discuter.     
Le jour de l'audition en vue de la fête fédérale sera finalement perturbé, Aloys ayant mis du laxatif dans les bouteilles de vin distribués aux musiciens, tandis que Robert distribue au jury des biscuits au haschich confectionnés par Pierre. Aloys est sur le point de renoncer, lorsqu'il est rejoint sur scène par une fanfare exclusivement féminine, qui interprète un morceau qui électrise le public et le jury.     
Le film se termine sur le mariage de Colinette, la fille d'Aloys, avec Carlo, un des ouvriers agricoles italiens d'Aloys.     

## Fiche technique
- Titre : Tambour battant
- Réalisation : François-Christophe Marzal
- Scénario : François-Christophe Marzal, Nicolas Frey
- Photographie : Séverine Barde
- Musique : Nicolas Rabaeus
- Montage : Nicolas Hislaire
- Décors : Fabrizio Nicora
- Costumes : Samantha François
- Coiffure et maquillage : Romaric Colombini
- Son : Julien d'Esposito, Nicolas van Deth
- Production : Jean-Marc Fröhle
- Société de production : Point prod
- Société de distribution : Filmcoopi Zurich
- Pays de production :  Suisse
- Langue originale : français
- Genre : comédie
- Durée : 90 minutes
- Dates de sortie :   
  - Suisse romande : 12 juin 2019
  - Suisse alémanique : 24 janvier 2020 (Festival du film de Soleure)

## Distribution
- Pierre Mifsud : Aloys
- Pascal Demolon : Pierre
- Sabine Timoteo : Marie-Thérèse
- Jean-Luc Bideau : Robert
- Pierre-Isaïe Duc : Marcus
- François Florey : Gus
- Roland Vouilloz : George-André
- Amélie Peterli : Colinette
- Giuseppe Oricchio : Carlo
- Werner Biermeier : Henri
- Yohan Darbellay: Figurant

## Production
Le film a été tourné à Saillon en 2018. Le réalisateur s'est en partie inspiré d'une rivalité entre fanfares dans le village de Chermignon.  

## Accueil

### Accueil critique
Selon Stéphane Gobbo dans Le Temps, "au-delà de son excellent casting, le film convainc aussi par son montage extrêmement leste et sa photographie chaleureuse". Sven Papaux, du site cineman.ch, juge par contre le film "marrant, facile, sans être convaincant, parfois même très pantouflard".   